# 泉州公交15路
泉州公交15路是中华人民共和国泉州市境内的一条公共交通线路，全程14.5公里。起讫点为客运中心站至清源山，运营时间为客运中心站：6:20-21:25；清源山：7:00-22:00。

## 历史
- 1995年9月1日，泉州市公共交通公司（公交集团前身）开通15路小巴。初期运行区间为文化宫-电力学校，初期运营时间为文化宫6:50-16:40、电力学校7:30-17:20，使用车辆为1部小巴。[2]
- 1996年9月16日，15路北端由电力学校途径普贤路延伸至180医院，南端取消途径泉山路南段、北门街、中山北路、东街、南俊巷、文化宫。改为途径少林路、城基路、东街、温陵路至新车站终到[3]
- 1999年4月，15路开通夜班服务。末班延时至泉州汽车站21:12、清源山22:00发车[4]
- 1999年10月1日，15路更换为15部华夏AC6750Q型无空调汽油客车
- 2001年10月9日，15路自该日起取消进入新车站，改为途径泉秀街、田安南路、温陵南路至中医院折返，其它不变。[5]
- 2005年8月24日，15路自泉州汽车站延伸至泉州客运中心站始发终到[6]
- 2005年8月27日，15路客运中心站的末班延时至21:30发车[7]
- 2005年9月，15路更换为15部亚星JS6800HD2型柴油空调公交车
- 2007年3月18日，因少林路实施拓宽改造，15路改为途径泉山路—城北路—学府路—崇福路—东街行驶[8]
- 2007年12月8日，因泉州大桥北桥头实施单向循环，15路开往客运中心站在途径城雕环岛后，改为经由温陵路－宝洲街－刺桐路行驶[9]
- 2010年6月1日，15路开始实行无人售票制度[10]
- 2010年9月27日，15路更换为17部福达FZ6890UF3G3型柴油空调客车[11]
- 2012年7月12日，因泉州大桥北桥头取消单向循环，15路开往清源山方向取消途径田安南路、泉秀路。改为经由宝洲路、温陵南路行驶[12]
- 2013年3月1日，15路上行往清源山方向取消行驶宝洲街、温陵南路，改为双向途径田安南路、泉秀街[13]
- 2013年5月15日，因泉州公交执行线路截弯取直的需要，15路双向取消途径崇福路北段、北清东路。改为途径学府街、泉山路[14]
- 2016年4月，因普贤路南拓施工，以及已改造后的普贤路北段，往客运中心站方向无法从普贤路左拐至博东路，15路双向取消途径普贤路、博东路
- 2017年6月10日，15路票价由一票制¥2.0降为一票制¥1.0[15]
- 2018年5月19日，15路全线更换为20部大金龙XMQ6802AGBEVL2型纯电动空调巴士，原有FZ6890UF3G3封存
- 2021年9月1日，因101路车辆更新需要。江南公司调配15路1部XMQ6802AGBEVL2至101路用以更换车辆，15路配车数降为19部。
- 2022年3月14日，受客运中心站划为疫情封控区影响，15路自该日起暂停运营，恢复时间待定。[16][17]
- 2022年4月18日，15路恢复运营。[18]
- 2022年5月10日，因501路、503路车辆更换需要，15路划拨4部XMQ6802AGBEVL2至501、503路，15路配车数降为15部。
- 2022年8月5日，15路自该日起增停学府街东段站。[19]
- 2023年1月18日，因优化调整，自该日起15路取消途径910医院路口、花园头、泉州木偶剧院。改为途径普贤路、博东路至泉山路南段后原线行驶。其它不变。[20][21]

## 站点
| 路线 | 路线 | 路线 | 所在地区、街道 | 所在地区、街道     | 站点名         | 备注                |
| ---- | ---- | ---- | -------------- | ------------------ | -------------- | ------------------- |
|      |      |      | 丰泽区         | 泉秀街             | 客运中心站     | 起讫站              |
|      |      |      | 丰泽区         | 坪山路             | 坪山路南段     |                     |
|      |      |      | 丰泽区         | 坪山路             | 宝洲街口       | 原名 丰泽客运站     |
|      |      |      | 丰泽区         | 宝洲街             | 雅园路口       | 原名 行政执法局     |
|      |      |      | 丰泽区         | 宝洲街             | 宝洲街中段     |                     |
|      |      |      | 丰泽区         | 宝洲街             | 浦西村口       |                     |
|      |      |      | 丰泽区         | 宝洲街             | 东南医院       |                     |
|      |      |      | 丰泽区         | 田安南路           | 泉秀街道办事处 |                     |
|      |      |      | 丰泽区         | 泉秀街             | 泉秀街西段     | 原名 泉州汽车站北门 |
|      |      |      | 鲤城区         | 温陵南路           | 海关大楼       |                     |
|      |      |      | 鲤城区         | 温陵北路           | 温陵路中段     | 原名 公交车站       |
|      |      |      | 鲤城区         | 温陵北路           | 九一街口       | 君龙人寿            |
|      |      |      | 鲤城区         | 温陵北路           | 东湖公园       |                     |
|      |      |      | 鲤城区         | 东街               | 东门           |                     |
|      |      |      | 鲤城区         | 崇福路 (原 城基路) | 红梅新村       |                     |
|      |      |      | 鲤城区         | 崇福路 (原 城基路) | 泉州电大       | 原名 市教委         |
|      |      |      | 鲤城区         | 学府街             | 学府街东段     |                     |
|      |      |      | 鲤城区         | 学府街             | 外国语学校     | 原名 外国语中学     |
|      |      |      | 鲤城区         | 学府街             | 泉州一中       |                     |
|      |      |      | 鲤城区         | 学府街             | 学府街西段     |                     |
|      |      |      | 丰泽区         | 泉山路             | 普明村         |                     |
|      |      |      | 丰泽区         | 泉山路             | 泉山路南段     |                     |
|      |      |      | 丰泽区         | 博东路             | 倒松           |                     |
|      |      |      | 丰泽区         | 博东路             | 干休所路口     |                     |
|      |      |      | 丰泽区         | 博东路             | 技工学校       |                     |
|      |      |      | 丰泽区         | 泉山路             | 清源山         | 起讫站              |

## 票价
15路计价方式为一票制，票价为¥1.0/人。其中：
- 泉通卡普通卡9折，月票卡、敬老卡、爱心卡优惠功能有效
- 可使用泉城通APP及支付宝、云闪付、微信乘车码支付

## 配车
15路配车数总计15部，其中：
- 大金龙XMQ6802AGBEVL2  15部

- 亚星JS6800HD2
（2005.9 - 2010.9）
- 福达FZ6890UF3G3
（2010.9 - 2018.5）
- 大金龙XMQ6802AGBEVL2
（2018.5 - ）

## 相关
- 泉州公交线路列表